# Marineblau 018112
Marineblau 018112 (auch bekannt als Navy Blue 018112) ist ein Azofarbstoff, welcher in Textilveredelungsbetrieben zum Färben von Wolle und synthetischen Polyamidfasern verwendet wird und das Schwermetall Chrom enthält.

## Blauer Farbstoff
Navy Blue wurde erstmals 1990 von einem in der Schweiz ansässigen Unternehmen in der EU angemeldet. Da der angemeldete Stoff aus zwei Komponenten bestand und bis zu dem Zeitpunkt nur für die erste Komponente eine CAS-Nr. gab (das Navy Blue 018112), wird in der EU von dem „Blauen Farbstoff“ bzw. Blue Colorant gesprochen. Für diese Kombination wurde die EG-Nummer 405-665-4 vergeben sowie die Indexnummer 611-070-00-2. In viele bekannte RSLs bzw. MRSLs, ⁣⁣die ebenfalls den zweiten Komponentenfarbstoff enthalten, wie z. B. die des Ökotex Standard 100, der ZDHC oder der Otto Group, wird mit den entsprechenden Namenserweiterungen auf diesen Umstand hingewiesen.
|                     | Blauer Farbstoff |                                            |
| Strukturformel      | Komponente 1 | Komponente 2                               |
| Strukturformel      | |                                            |
| Name                | |                                            |
| Marineblau 018112   | Trinatriumbis(6-(4-anisidino)-3-sulfonato-2-(3,5-dinitro-2-oxidophenylazo)-1-naphtholato)chromat(1−) |                                            |
| anderer Name        | - Chromat(2−), [1-{[5-Chlor-2-(hydroxy-κO)phenyl]azo-κN1}-2-naphthalinolato(2-)][4-(hydroxy-κO)-3-{[2-(Hydroxy-κO)-3,5-dinitrophenyl]azo-κN1}-7-[(4-methoxyphenyl)amino]-2-naphthalinsulfonato(3−)]-, Dinatrium (9CI) - Dinatrium-(6-(4-anisidino)-3-sulfonato-2-(3,5-dinitro-2-oxidophenylazo)-1-naphtholato)(1-(5-chlor-2-oxido-phenylazo)-2-naphtholato)chromat(1−) |                                            |
| Summenformel        | |                                            |
| C39H23ClCrN7Na2O12S | C46H28CrN10Na3O20S2 |                                            |
| CAS                 | 1145668-79-6 (unspezifizierte Kombination) | 1145668-79-6 (unspezifizierte Kombination) |
| CAS                 | 118685-33-9 |                                            |
| EG-Nummer           | 405-665-4 | 405-665-4                                  |
| ECHA-InfoCard       | 100.100.723 | 100.100.723                                |
| ECHA-InfoCard       | - |                                            |
| PubChem             | 129318128 |                                            |
| Wikidata            | Q111269711 | Q111269711                                 |
| Wikidata            | Q110925362 | Q112657236                                 |
| Molare Masse        | 947,1 g·mol−1 | 1225,9 g·mol−1                             |

### Eigenschaften
Der Stoff ist hoch fischtoxisch (LC50 = 0,07 mg/L) und es gibt Hinweise auf ein mutagenes sowie carcinogenes Potential.

### Regulierung
Mit der Richtlinie 2003/3/EG und der Umsetzung in nationales Recht zum 30. Juni 2004 darf dieser Farbstoff in Konzentrationen von über 0,1 Masseprozent (1000 mg/kg) nicht mehr in den Verkehr gebracht oder zum Färben von Textil- und Ledererzeugnissen als Stoff oder als Bestandteil von Zubereitungen verwendet werden. Allerdings sollte spätestens zum 11. September 2005 eine Überprüfung stattfinden.
Am 30. Dezember 2006 wurde über die REACH die Regelung der Richtlinie in den Anhang XVII aufgenommen.

## Externe Links zu erwähnten Verbindungen
1. ↑  Externe Identifikatoren von bzw. Datenbank-Links zu Marineblau 018112 freie Säure:  CAS-Nr.: 682735-84-8, Wikidata: Q111262658.